# Aglaia densisquama
Espèce
Statut de conservation UICN

 VU D2 : Vulnérable
Aglaia densisquama est une espèce de plantes de la famille des Meliaceae.

## Publication originale
- Kew Bulletin, Additional Series 16: 133. 1992.